# Валетов, Игорь Анатольевич
И́горь Анато́льевич Вале́тов (род. 1 февраля 1946 года, Ташкент) — советский фехтовальщик на шпагах, олимпийский призёр.

## Биография
Фехтованием начал заниматься в 1966 году в Казахском институт физической культуры (Алма-Ата).
Игорь Валетов участвовал в Чемпионате мира по фехтованию 1969 года в Гаване, где в составе сборной СССР выиграл золотую медаль. В 1972 году на летних Олимпийских играх в Мюнхене завоевал бронзовую медаль (в командном первенстве).
В 1974 году переехал в Минск.